# Kiprich
Kiprich (* 2. März 1979 als Marlon Plunkett in Saint Catherine Parish, Jamaika,) auch bekannt unter dem Namen Crazy Kid, ist ein bekannter Dancehall-Deejay.

## Biografie

### Privat
Marlon Plunkett wurde im Parish St. Catherine geboren und hat zwei Brüder. Aufgewachsen ist er im Kingstoner Stadtteil Olympic Gardens, auch bekannt unter dem Namen Waterhouse. Als Teenager besuchte er die Ardenne High School im Viertel New Kingston. Das Studium musste er jedoch aus Kostengründen abbrechen. Später lebte Plunkett für zwei Jahre in England, um dort Jura zu studieren. Schon in der Schulzeit waren Gedichte schreiben einer seiner liebsten Beschäftigungen. Dadurch fiel ihm später, nach eigenen Aussagen, das Schreiben von Songs, womit er schon als Teenager anfing, einfach.
Plunkett lebt geschieden und hat eine Tochter. Privat besucht er in verschiedenen Städten auf Jamaika Schulen, besonders in Problemgebieten. Dort spricht er vor Jugendlichen, um sie zu motivieren, die Schule abzuschließen.

### Karriere
Kiprich begann schon früh als Deejay bei verschiedenen Soundsystemen zu arbeiten. Seine eigentliche Karriere begann jedoch 1998 in den Freddy McGregor Studios in Kingston. Durch Bekanntschaft zu dem jamaikanischen Deejay Chico hatte er die Gelegenheit, den Aufnahmen einer neuen Single, des Jamaikaners Tony Matterhorn, beizuwohnen. Als der dortige Tontechniker Plunketts Stimme hörte, war er so begeistert, dass beide ihre Telefonnummern austauschten. Einige Zeit später wurde Kiprich ins Studio eingeladen, um sich ein paar Riddims anzuhören. Dabei entstand seine erste Single mit dem Namen "Leggo di bwoy" die 1999 als Dubplate auf einem White Label erschien. Diesen Song hatte er ursprünglich für seinen ersten Auftritt im Extreme, einer sogenannten Dancehall, in Portmore. Aufgrund des großen Erfolges begann Kiprich noch im selben Jahr weitere Singles auf verschiedenen Labels zu veröffentlichen. Daraufhin wurde das US-Label VP Records auf ihn aufmerksam. In Zusammenarbeit mit dem jamaikanischen Deejay Lexxus auch bekannt unter dem Namen Mr. Lexx erschien auf dem Label 1999 die Single "Bugging Me" und eine Solo-Single. Mit Lexxus arbeitete er daraufhin auch weiterhin oft zusammen und brachte mit ihm diverse Singles und Dublates heraus. Auch auf dem bekannten Reggae-Label Greensleeves Records erschienen noch im selben Jahr zwei Singles. Auch im folgenden Jahr veröffentlichte Kiprich auf verschiedenen Labels Songs. Im Jahr 2001 begann Kiprich mit dem bekannten Deejay Elephant Man zu arbeiten und ging zusammen mit ihm auf seine Dancehall Spectrum-Tour. Nachdem er in dem Jahr lediglich eine Single veröffentlichte, erschienen die Jahre darauf wieder zahlreiche Singles auf diversen Labels. 2003 besang Kiprich zusammen mit den deutschen Deejay Nosliw, der Band Seeed und diversen jamaikanischen Künstlern wie z. B. Elephant Man und Ward 21 den Electric Boogie Riddim des Leipziger Musikproduzenten Pionear. Sein Song "We Nah Go Run" erschien auf dem deutschen Reggae-Label Germaican Records. Im Jahr 2005 brachte Kiprich sein erstes Album mit dem Namen "Outta Road" auf VP Records heraus. 2008 erschien das zweite Album "Drama King" bei dem Label Big Yard. Im Jahr 2009 wurde Kiprich zum Star des Monats in der Zeitschrift The Jamaican Star. Er hat für viele Künstler Songs geschrieben, unter anderen die Hit-Single "Higher Level" des Deejays Elephant Man und diverse Songs des jamaikanischen Deejays Bounty Killer.

## Diskografie

### Alben
- 2005: Outta Road – VP Records
- 2008: Drama King – Big Yard

### Singles
| - 1999: Leggo di bwoy – White Label - 1999: No Way – Master Mind 2.5 - 1999: Mi Lady – Stone Cold - 1999: Out A Luck – Greensleeves Records - 1999: Liberty Mess – Greensleeves Records - 1999: Resolution – VP Records - 2000: Too Freaky – Higher Heights - 2000: Conk Up Dat – Brickwall - 2000: Pesta Me – Brickwall - 2000: Nah Gi Him None – Opera House - 2000: Anger – Mentally Disturbed Vinyls - 2000: Badness – Mo’ Music Productions - 2001: New Law – Kings of Kings - 2002: Part The Crowd – Massive B | - 2002: Got Go Anthem – Shocking Vibes - 2002: Wave Up Your Hand – Mo' Music Productions - 2003: Bleaching Cream – Kings of Kings - 2003: Hot Girls – Pot Of Gold - 2003: You Got It – Jah Snowcone - 2003: Mr. Watchy, Watchy – Pure Music Productions - 2003: Bad Man No Gal – Builders - 2003: Good People A Plea – Cali Bud - 2003: We Nah Go Run – Germaican Records - 2003: Good Over Evil – Sajay - 2003: Got It Going On – Builders - 2003: Telephone Ting – Big Yard Music Group Ltd. - 2004: More – Juke Boxx Productions - 2004: Walk Up – Mo' Music Productions | - 2004: Senorita – Dem Yute Deh Music - 2004: Baby Song – Echo - 2004: Stop – Echo - 2004: Needle Eye Mama – Baby G Productions - 2004: Hard Fi Tame – Kings of Kings - 2004: My Gal – V1 Records - 2005: Obeah Man – Birchill Records - 2005: Pay Yuh Rent – FIP Records - 2005: The Letter – Big Yard Music Group Ltd./VP Records - 2006: Nah Careless Gal – KBC Music - 2007: Shimroy – Time Travel Productions - 2009: Who Next – Birchill Records - 2010: Suppose – Juke Boxx Productions |

### Zusammenarbeit mit anderen Künstlern
- 1999 – Bugging Me (feat. Lexxus) – VP Records
- 1999 – Look How Long (feat. Lexxus) – Pot Of Gold
- 1999 – Leggo The Bway (feat.Capoccino) – Stone Cold
- 1999 – Nuh Nice (feat. Lexxus) – Fat Eyes Records
- 2000 – Boy Go Look Work (feat. Lexxus) – Cali Bud
- 2000 – Lashi Beware (feat. Wayne Marshall & Lexxus) – Awful Music
- 2000 – Day By Day (feat. Elephant Man, Harry Toddler, Vybz Kartel, Assassin, Bling Dawg, Ghost, Chicken, Danny English, Hawkeye & Jack O’ Diamond) – True Blue Family
- 2003 – Head Nuh Good (feat. Predator) – Builders
- 2004 – Ganja Lighter (feat. Round Head) – Fire Links Production
- 2004 – Jook Gal / Head Gawn (feat. Elephant Man, Youngbloodz & Twista)
- 2006 – Say Goodbye (feat. Lady G.) – Keyzer Soze II
- 2007 – The Tribute (feat. Leftside) – Young Legends
- 2009 – Ugly So (feat. Black-er) – Fresh Ear/Tad’s International